# Classe Lampo (cacciatorpediniere 1899)
La classe Lampo è stata una classe di cacciatorpediniere della Regia Marina.

## Storia e progetto
Furono costruiti su progetto tedesco nei cantieri di Schichau-Elbing e costituirono la seconda classe di cacciatorpediniere della Regia Marina dopo il Fulmine, rimasto esemplare unico. 
Erano dotati di due fumaioli, posti dopo la plancia che era, eccettuata una piccola piattaforma a poppa, l'unica sovrastruttura presente sul ponte, dotato di un cavallino poco davanti alla stessa plancia. Due alberi posti rispettivamente davanti alla plancia e davanti alla piattaforma poppiera, e servivano per issare le bandiere di segnalazione e quelle di guerra. I cannoni non scudati erano disposti a prua (il 76/40 mm), a poppa estrema e a tre quarti della nave (poco dopo il secondo albero) i pezzi da 57mm..
Fra il 1915 ed il 1918 imbarcarono dispositivi posamine, lanciabombe e per il rimorchio di torpedini antisommergibili, venendo utilizzate prevalentemente con compiti di scorta e caccia ai sommergibili.
Parteciparono attivamente alla prima guerra mondiale in Adriatico.Furono radiate nel 1920.

## Unità
La classe era composta da 6 unità:
- Lampo
- Freccia
- Dardo
- Strale
- Euro
- Ostro

Il Freccia andò perduto agli inizi della guerra italo-turca, il 12 ottobre 1911, incagliandosi nel porto di Tripoli. A tale conflitto presero parte anche tutte le altre navi della classe: l'Ostro partecipò insieme alla corazzata Emanuele Filiberto all'affondamento della cannoniera turca Ircanich od Ixaniè. Dopo aver svolto un ruolo secondario durante la prima guerra mondiale, tutte le unità furono radiate e demolite nei primi anni venti.